# كأس السوبر الإيطالي 1992
كأس السوبر الإيطالي 1992 (بالإيطالية: Supercoppa italiana 1992) مباراة جمعت بين ناديي ميلان بطل الدوري الإيطالي 1991-92 ضد بارما بطل كأس إيطاليا 1991-92، وفاز فيه ميلان